# Satyria breviflora
Satyria breviflora är en ljungväxtart som beskrevs av Hørold. Satyria breviflora ingår i släktet Satyria och familjen ljungväxter. Inga underarter finns listade i Catalogue of Life.